# Гойкоэчеа, Мауро
Ма́уро Даниэ́ль Гойкоэ́чеа Фу́рия (исп. Mauro Daniel Goicoechea Furia; 27 марта 1988, Монтевидео) — уругвайский футболист, вратарь клуба «Бостон Ривер».

## Биография
В возрасте 18 лет подписал контракт с командой «Данубио». В чемпионате Уругвая сыграл 60 матчей. Летом 2012 года главный тренер «Ромы» Зденек Земан пригласил вратаря в команду, и итальянский клуб арендовал Мауро на один сезон. В составе римлян Гойкоэчеа дебютировал в игре 10-го тура Серии A, выйдя на замену после перерыва вместо Мартена Стекеленбурга.
В составе юношеской и молодёжной сборной участвовал в чемпионате мира в 2005 и в 2007 году соответственно.

## Достижения
«Данубио»
- Чемпион Уругвая: 2006/07